# Santiago Jara
Santiago Jara Collado (ur. 2 lutego 1991 w Almansa) – hiszpański piłkarz występujący na pozycji napastnika w Albacete Balompié.